# Presbytera
Tư tế phu nhân (tiếng Hy Lạp: πρεσβυτέρα, pronounced presvytéra) là một tiêu đề danh dự của Hy Lạp được sử dụng để chỉ một bà xã của linh mục. Từ này được bắt nguồn từ danh từ các vị lãnh đạo - từ vựng Hy Lạp cho linh mục (theo nghĩa đen là "người cao tuổi"). Mặc dù 'Presbyteress' hay 'eldress' có ý nghĩa tương đương, từ này có một cách sử dụng rất nhỏ: hầu hết các Kitô hữu Chính thống nói tiếng Anh sẽ sử dụng danh từ phổ biến nhất trong các nhà thờ quốc gia cũ mà từ gia đình địa phương hoặc giáo xứ của họ tìm thấy nguồn gốc của từ.

## Ngôn ngữ khác
Presbytera tương ứng với các tiêu đề tương đương sau đây:
- Albanian:  Prifteresha
- Armenian:  Yeretzgin
- Arabic:  Khouria (đền từ danh từ khoury, nghĩa là "tư tế")
- Bulgarian: Popadija (đền từ danh từ pop, nghĩa là đã cưới tư tế)
- Carpatho-Russian:  Pani (nghĩa đen là "phụ nữ" có thể so sánh với Pan cho tư tế, nghĩa là "lord")
- Coptic: Tasoni (phiện âm TAH-son-ee, từ ai cập cho "chụy" nhưng cũng được sử dụng để nói về vợ của một linh mục)
- Estonian: Presvitera
- Finnish: Ruustinna (đền từ danh từ rovasti (protoiereos), in Karelia: Maatuska)
- Indian: Kochamma
- Macedonian: Popadija (đền từ danh từ pop, nghĩa là đã cưới tư tế)
- Romanian:  Preoteasă
- Russian:  Matushka (phiện âm MAH'-too-shkah, nghĩa đen là "má" i.e., hình thức thân mật của "mẹ"); (cổ xưa) Popadya ("vợ của linh mục")
- Serbian:  Popadija (đền từ danh từ pop, nghĩa là đã cưới tư tế); Protinica (phiên âm proh-tee-NEE'-tsah) cho vợ của ông cha
- Ukrainian:  Panimatka hoặc Panimatushka (pani, "lady" + matushka, "little mama"); Dobrodijka (phiên âm doh-BROH-deey-kah, nghĩa đen là một người phụ nữ làm điều tốt); Popadya ("priest's wife")

## Sách tham khảo
- Presbytera:  The Life, Mission, and Service of the Priest's Wife, by Athanasia Papademetriou (ISBN 0972466142)